# Pardosa lyrata
Pardosa lyrata är en spindelart som först beskrevs av Odenwall 1901.  Pardosa lyrata ingår i släktet Pardosa och familjen vargspindlar. Inga underarter finns listade i Catalogue of Life.